# Paragus romanicus
Paragus romanicus är en tvåvingeart som beskrevs av Stanescu 1992. Paragus romanicus ingår i släktet stäppblomflugor, och familjen blomflugor.
Artens utbredningsområde är Rumänien. Inga underarter finns listade i Catalogue of Life.